# Anne-Chantal Pitteloud
Anne-Chantal Pitteloud, née en 1970, est une artiste plasticienne d'origine valaisanne.

## Biographie
Anne-Chantal Pitteloud est née à Sierre en Valais le 29 juin 1970,,. Elle est active dans différents domaines artistiques comme la céramique contemporaine, le dessin, l'installation, la photographie et la vidéo. 

## Formation
Après un Certificat fédéral de capacité (CFC) de dessinatrice en bâtiment (1986-1990),, elle entre à l'école d'art de Sierre (ECAV) puis continue son cursus à l'École Supérieure des arts décoratifs de Strasbourg (1999-2003), où elle obtient un Master of Fine Arts avec félicitations.

## Prix et bourses
En 2003, l'artiste reçoit le 1er prix (ex æquo) des jeunes créateurs des Ateliers d’Art de France. Puis en 2004, elle est lauréate pour la résidence d'artiste à la Ferme-Asile de Sion et elle est choisie pour réaliser des photographies pour Henniez. Elle reçoit le prix d'encouragement à la création de l'État du Valais en 2006. En 2011, elle profite d'une résidence pour artistes à Paris soutenue par l'État du Valais, qui, avec la Loterie romande, sponsorise la publication d'une monographie en 2013: Inventaire,  (ISBN 978-2-8399-1315-7). En 2016, elle est la lauréate d'une résidence d'artiste à Gênes (I.) attribuée par la Ville de Sion. Lauréate de la Bourse ArtPro pour artiste visuel confirmé de l'État du Valais en 2020. Elle vit et travaille en Valais.

## Expositions

### Expositions personnelles
- 2024    Musée des sciences de la terre, Martigny, Paysages aléatoires
- 2021    Galerie Oblique, St-Maurice, Séquences[5]
- 2020    Ferme-Asile, Sion, Avant de partir. . . pour de bon
- 2019    Nano - Raum für Kunst, Zürich
- 2019    Galerie Kaminska & Stocker, Yverdon-les Bains
- 2018    VitroMusée de Romont, Le verre en dialogue, trio
- 2018    Zone 30, Art Public, Sierre, duo
- 2017    Galerie de la Grande Fontaine, Sion.   Topographie
- 2017    Galerie de l'escalier, Brumath.  (F.)
- 2015   Galerie Graziosa Giger, Leuk
- 2015   Galerie Y'Vart, Yverdon-les-Bains. Evidence.
- 2015   Ferme-Asile - restaurant,  Sion. Le repas de céramiste.
- 2014   Quiosc Gallery, Tremp. (Sp.), Cartographies
- 2014   Galerie Traverse, Mers les Bains. (F.)  trio
- 2014   Galerie Hannah,  Herent. (B.) Een anatomische lee
- 2012   Galerie Ferme de la Chapelle, Genève.  Éléments
- 2012   Galerie de la Grande Fontaine, Sion.   Vu d’ici ça paraît loin
- 2011   Galerie Esquisse, Nyon.   duo
- 2010   Quiosc Gallery, Tremp.  (Sp.)   La migration des papillons
- 2010   Galerie Jonas, Cortaillod.
- 2009   Galerie zur Matze, Brig.
- 2009   Galerie le7, Martigny.
- 2008   Galerie Traverse, Mers-les-Bains.  (F.)
- 2008   Ferme-Asile,  Sion.    . . . de suspension
- 2007   Galerie Meystre, Zurich.
- 2007   Galerie des Emibois, Emibois.
- 2005   Ferme-Asile,  Sion.    avant de partir . . .

### Expositions collectives(sélection)
- 2023   Le Manoir, Martigny, Da-Là, 50 ans de Visarte Valais[6]
- 2023   Les Arsenaux, Sion, Le Valais à la carte, 1000 déclinaisons d'une collection  2022   Les Arsenaux, Sion, quo vadis?    avec l'association le Cairn
- 2022   Fondation Louis Moret, Martigny, Corona Call[1]
- 2021   Kunstraum STALL5, Bern, Weihnachtsausstellung
- 2021   Projektraum, M54, Basel, Corona Call
- 2020   ArtGenève  avec Culture Valais Kultur Wallis
- 2020   Galerie de la Grenette, Sion, Duos de Visarte Valais

- 2020   Quiosc Gallery, Tremp.  (Sp.)
- 2020   Nano - Raum für Kunst, Zürich
- 2020   Ladengalerie Brunngass Keramik, Zurich

- 2019   Quartetto, Sion
- 2019   Galerie Susanna Ruegg, Kunstausstellung Aarau

- 2018   Galerie de la Grenette, Sion    Architectures utopiques   avec Visarte Valais
- 2018   Keramik Panorama, Murten-Morat
- 2018   Biennale de la céramique de Chantemerle-les-Grignans ( F. )
- 2017   Triennale d'art contemporain, Label'Art, Valais-Wallis
- 2017   Parcours céramique de Carouge - Café céramique
- 2017   Espace témoin Sip, Genève
- 2017   Triennale Label'Art, Valais.
- 2016   Régionale 17, Kustverein Frieburg (D.)
- 2016   Swissceramics - FormForum, MUBA, Basel.
- 2016   Galerie Artes, Troyes (F.)
- 2016   Biennale de la céramique, Chantemerle-les-Grignan. (F.)
- 2016   TragBARe Kunst, Galerie zur Schützenlaube, Visp
- 2016   Villa Dutoit , Genève  cartes postales
- 2016   Galerie Grande Fontaine, Sion    30 ans de la Galerie - Autoportraits
- 2015   Galerie de la Grenette, Sion .   Rhizomes poétiques   avec Visarte Valais
- 2014   Galerie zur Matze, Brig.   Cerutti invite
- 2014   Room Art Fair, Madrid.    présenté par la Quiosc Gallery, Tremp , (Sp.)  + 2012 + 2013
- 2013   Espace Nuithonie, Fribourg.  Signes ou l'enjeu des frontières
- 2013   Journées de la Céramique, St-Sulpice, Paris.
- 2013   Manoir de Martigny.   40 ans de Visarte Valais
- 2012   Galerie de la Grenette, Sion.    Intérieur/Extérieur avec Visarte Valais
- 2011   Triennale d’art contemporain en Valais, Label’Art, Schlösser, Leuk.
- 2011   Concorso  Internazionale, Faenza. Premio Faenza.  (I.)
- 2011   Caves de  Courten, Sierre.    Souffles d'ailleurs  7 ARTISTES VOYAGEURS
- 2011   Galerie de la  Grenette, Sion.  CollectionS de la ville
- 2010   Ferme-Asile, Sion.  Situation 1
- 2010   Festival International du film sur l’argile et le verre, Montpellier. (F.)
- 2010   Biennale de la céramique, Andenne. (B.) + 2006'
- 2009   Galerie de l’Hôtel-de-ville, Yverdon-les-Bains.  Connexion
- 2009   Keramikmuseum, Hörh-Grenzhausen (D.)  Prix Westerwald  + 2004
- 2008   18e Triennale de la céramique, Spiez.
- 2007   Galerie de l’Hôtel-de-ville, Yverdon-les-Bains.    et pourtant elle tourne
- 2006   Ferme-Asile, Sion. 10 ans Ferme
- 2004   Museo di Arte Moderna, Varese.  (I.)
- 2003   Ferme-Asile, Sion.  pondu le :
- 2003   Maison de la Terre, Dieulefit.  (F.)

### Collections publiques
- Musée cantonal d'art du Valais
- VitroMusée de Romont
- Artothèque, Médiathèque Valais
- Stiftung Kunst im Spital, Brig
- Fond Cantonal d’Art Contemporain (FCAC) Valais
- Collection de la Médiathèque Valais
- Collection Le Nouvelliste, Fondation d'Aide aux Artistes Valaisans
- Ville de Sion
- Ville de Sierre
- Maison de la terre, Dieulefit  (F.)